# 蔡徐坤
蔡 徐坤（ツァイ シュークン、英: Cai Xukun、1998年8月2日 - ）は、Kunとして知られる中国の歌手、ダンサー、ラッパー、シンガーソングライター、俳優。
2018年、中国のオーディション番組「偶像練習生」（Idol Producer）の決勝戦にて約4700万票を得てチャンピオンとなり、中国の男性アイドルグループNINE PERCENTのリーダー・センターとしてデビュー。
2018年の7月にKunは、彼自身の音楽活動のために個人事務所を設立した。翌月の2日にはKunとしてのファーストEP盤"1"を発売。ファーストトラックの"Pull Up"は中国で大ヒットとなった。
2019年の2月には初めてのKun名義での中国語のシングル "No Exception (没有意外)"を発表し、同年4月より北米・UKツアーを行うことをアナウンス。海外公演も盛況に終わった同年６月にはKun名義でのEP盤 “YOUNG”を発表。その後同年10月に所属していたNINE PERCENTは解散した。
iQIYIで放映されているオーディション番組、青春有你2 (Youth With You シーズン2) のホストを務めている。
2020年2月より中国やアジアマーケットに向けに、コーセーコスメポート株式会社が日焼け止めスプレーの『サンカット®』のイメージキャラクターとして起用している。
2023年6月末、2021年の中絶強要を含む女性問題が暴露され、いくつかのプラットフォームから蔡の関連コンテンツは削除された。2023年7月3日、蔡は微博で女性と交際したことを認め、騒動について謝罪したが、中絶強要については事実ではないとした。